# John Wayne (bài hát)
"John Wayne" là một bài hát của ca sĩ-nhạc sĩ người Mỹ Lady Gaga thu âm cho album phòng thu thứ năm của cô, Joanne (2016).

## Bảng xếp hạng
| Bảng xếp hạng (2016–17)              | Vị trí cao nhất |
| ------------------------------------ | --------------- |
| Hungary (Single Top 40)              | 34              |
| UK Singles (Official Charts Company) | 180             |
| US Dance Club Songs (Billboard)      | 52              |